# Trencona setipes
Trencona setipes – gatunek kosarza z podrzędu Laniatores i rodziny Podoctidae. Jedyny znany przedstawiciel monotypowego rodzaju Trencona.

## Występowanie
Gatunek endemiczny dla Borneo.